# Międzynarodowy Dzień Jazzu
Międzynarodowy Dzień Jazzu (ang. International Jazz Day) – święto proklamowane w listopadzie 2011 roku na 36. sesji Konferencji Generalnej UNESCO. Obchody wyznaczono na 30 kwietnia. Data obchodów powiązana jest z obchodzonym w kwietniu w Stanach Zjednoczonych miesiącem jazzu.
W deklaracji z okazji pierwszych obchodów Dnia Irina Bokowa – dyrektor generalna UNESCO, napisała:

Ustanowienie Dnia Jazzu ma na celu podniesienie świadomości społeczności międzynarodowych na temat sztuki jazzu, jego korzeni, stylów i oddziaływań oraz podkreślenie znaczenia tego gatunku muzyki jako ważnego środka komunikacji społecznej.

Inauguracja odbyła się w Paryżu 27 kwietnia 2012 roku a rozpoczęli ją: Dyrektor Generalna i Ambasador Dobrej Woli UNESCO Herbie Hancock. Z tej okazji odbyły koncerty, wykłady i dyskusje prezentujące twórczość Marcusa Millera, Barbary Hendricks, Hugh Masekeli i wielu innych.
Celem obchodów jest uznanie dla sztuki jazzu i jego przedstawicieli, którzy na przestrzeni dziesięcioleci wykreowali wiele gatunków i stylów jazzowych oraz ukazanie jazzu jako pięknej muzyki, dającej ludziom radość i satysfakcję.